# Square de la Croix-Rouge
Pour les articles homonymes, voir Croix-Rouge.
Le square de la Croix-Rouge (en néerlandais : Rode-Kruissquare) est situé en face de l'entrée de l'abbaye de la Cambre, dans la commune d'Ixelles, à Bruxelles.

## Situation
Il occupe l'emplacement de l'ancien Paddevijver, un des quatre étangs, comblé. Ce n'est que dans les années 90 qu'on donna ce nom à ce lieu; avant cela on parlait de l'esplanade de la Cambre.

## Particularités rares
Le square de la Croix-Rouge ne compte aucun d'habitant ni aucune plaque de rue.

## Monuments et sculptures
- Depuis 1928, un monument, conçu par l'architecte François Malfait, dédié au lieutenant-général baron Dossin de Saint-Georges 1854-1936.
- Un buste de Henri Dunant, fondateur de la Croix-Rouge, dû à Nusret Suman (en)[3].
- Une colonne élevée en 1933 à la mémoire des civils ixellois qui prirent part aux campagnes coloniales entre 1876 et 1908; ce monument est dû au sculpteur Marcel Rau et à l'architecte Alphonse Boelens (inauguré le 8 octobre 1933).
- La Danse, de Jules Herbays (1866-1940), depuis 1913.
- Une sculpture en bronze sur socle en pierre bleue dénommée Pascale, œuvre du sculpteur Alfred Blondel (1926-2023).

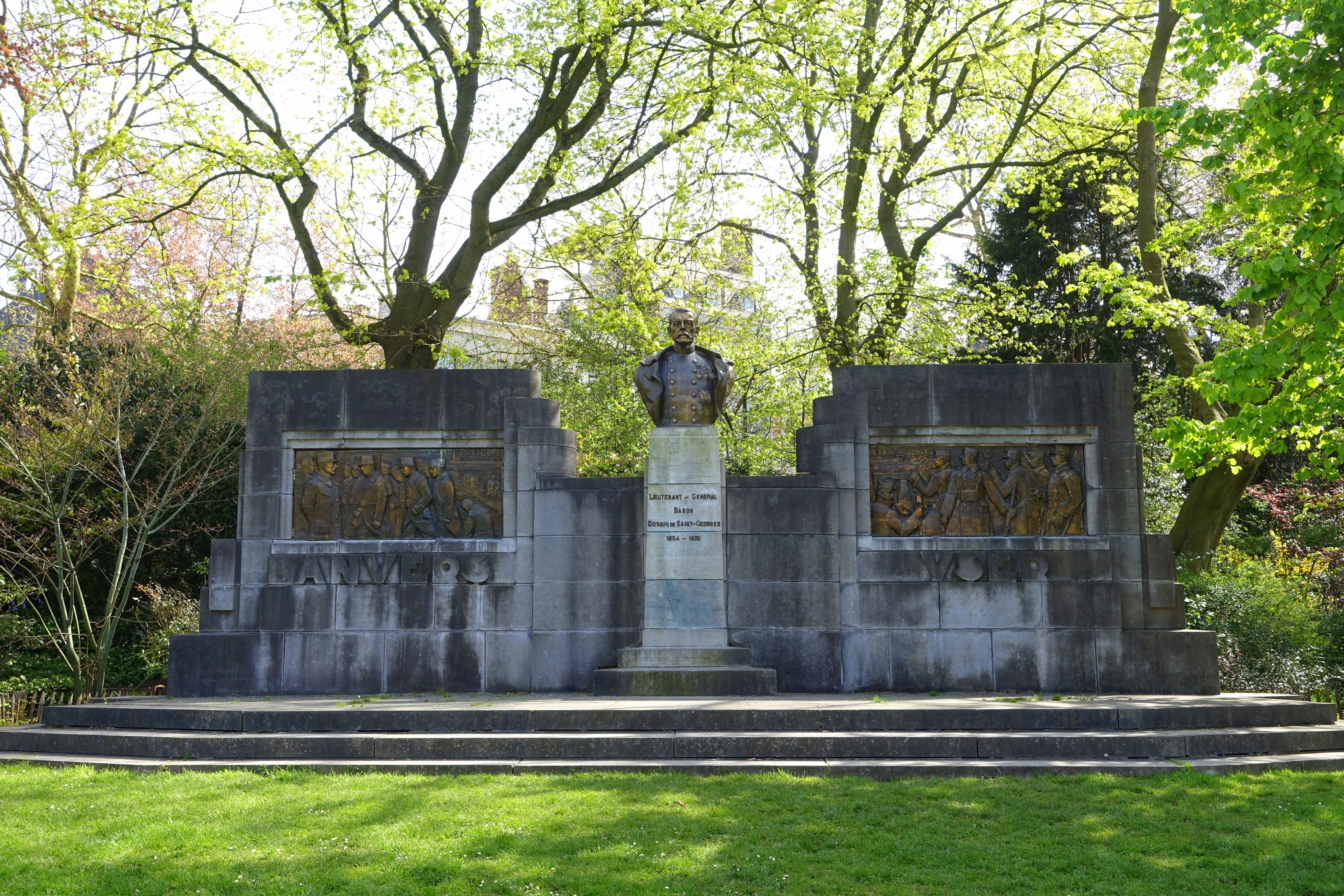
Monument Émile Dossin de Saint-Georges, œuvre de Eugène de Bremaecker

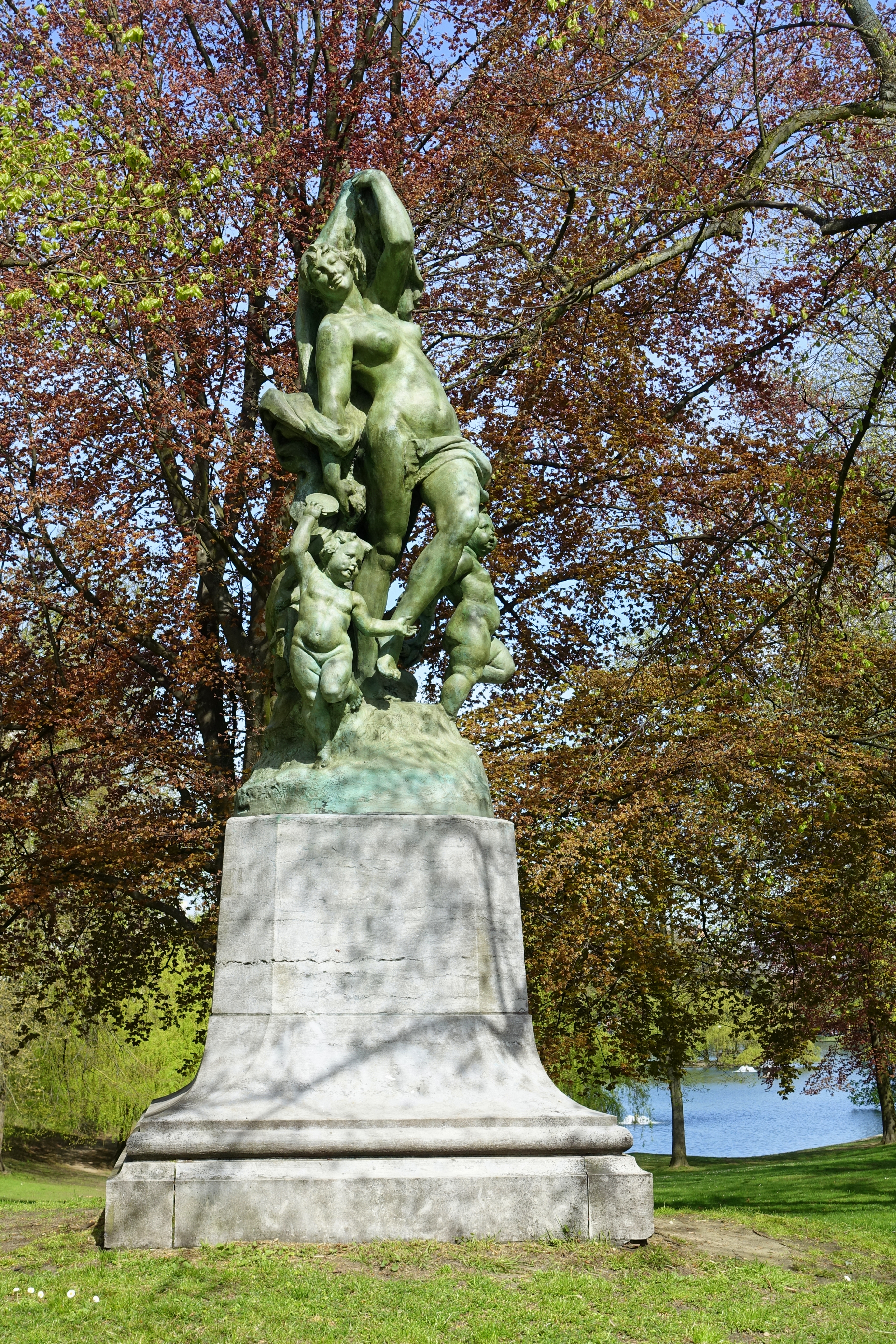
La Danse, œuvre de Jules Herbays
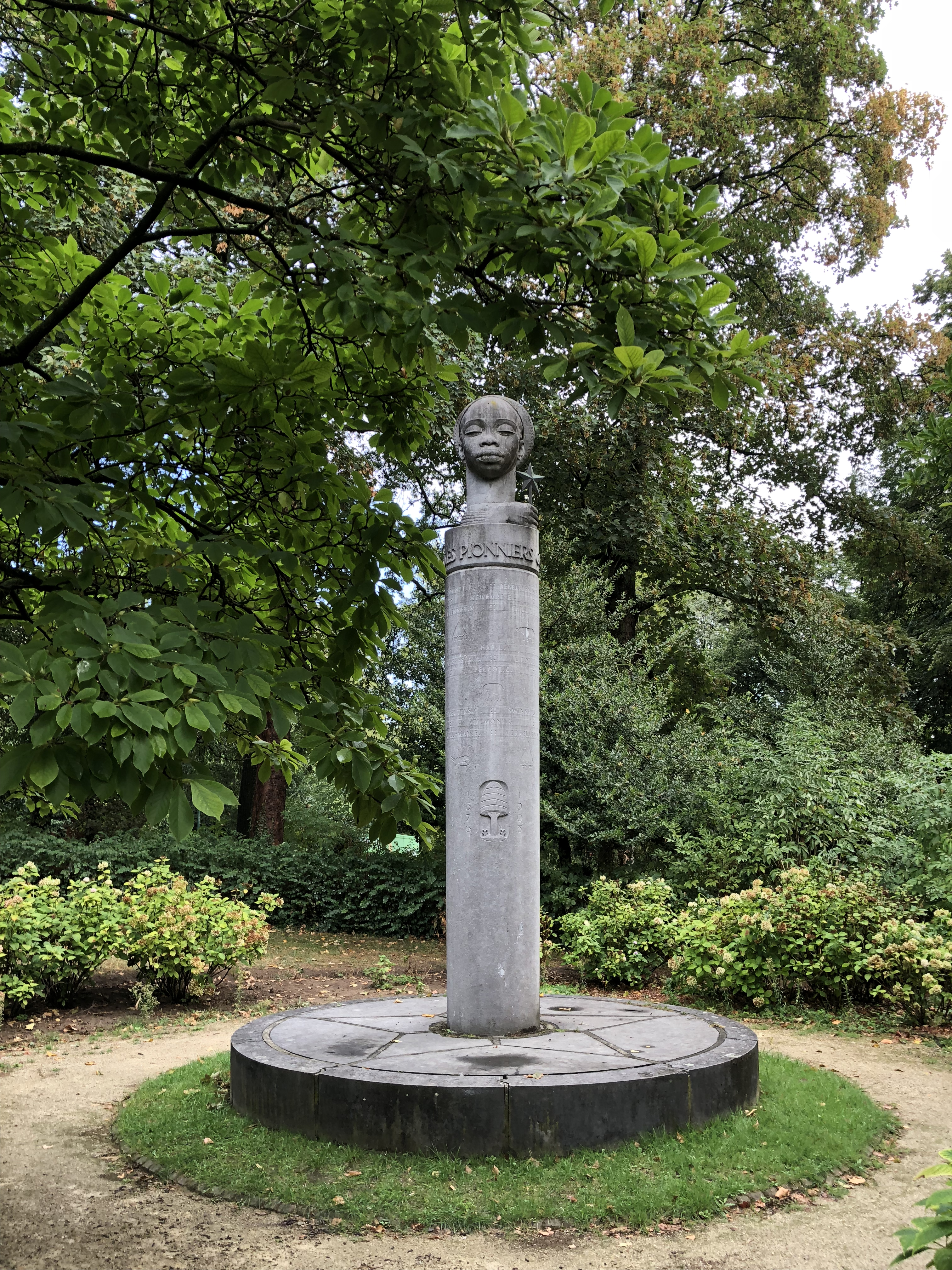
Ixelles à ses pionniers coloniaux, œuvre de Marcel Rau
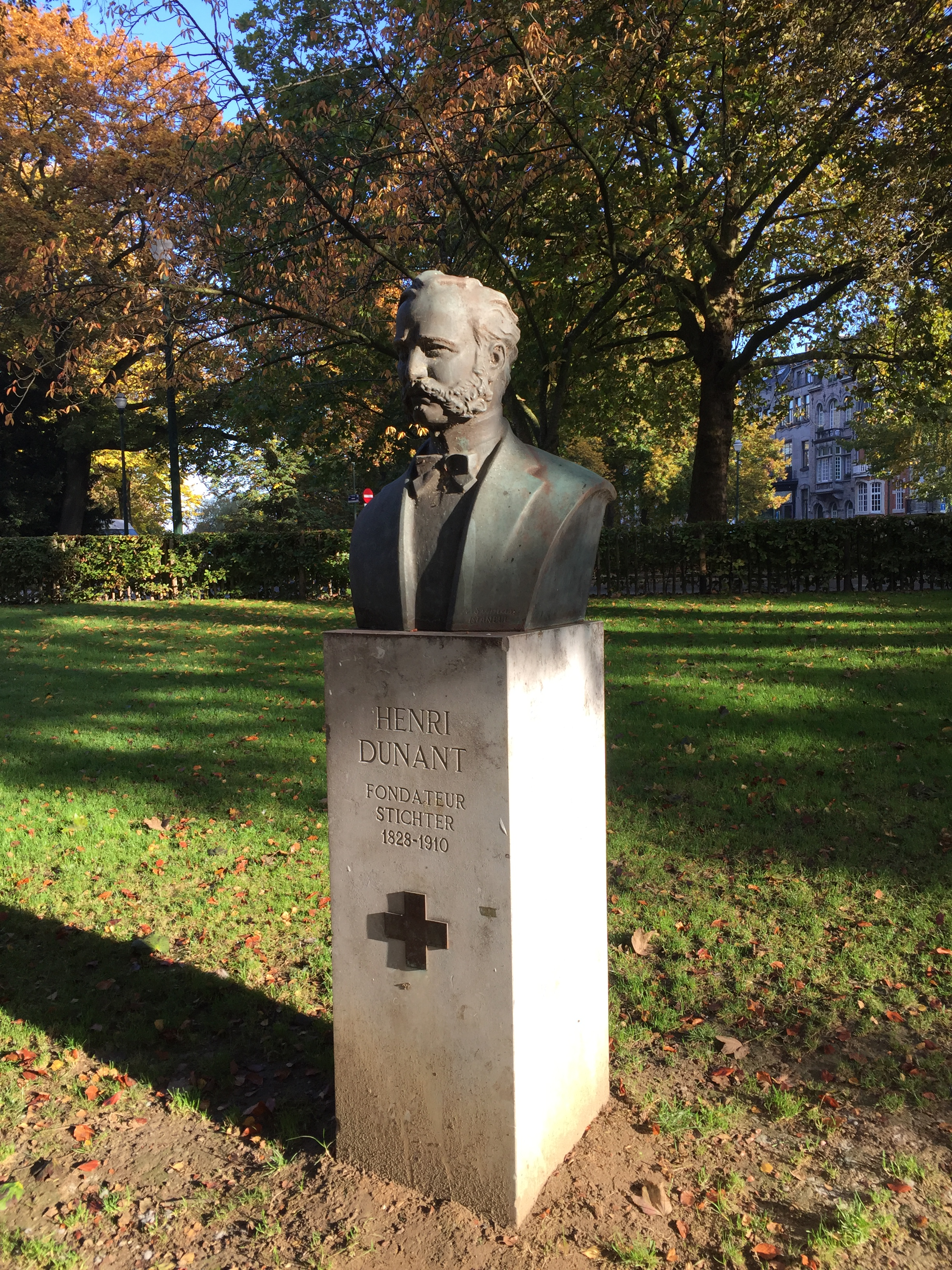
Buste de Henri Dunant, œuvre de Nusret Suman (en).
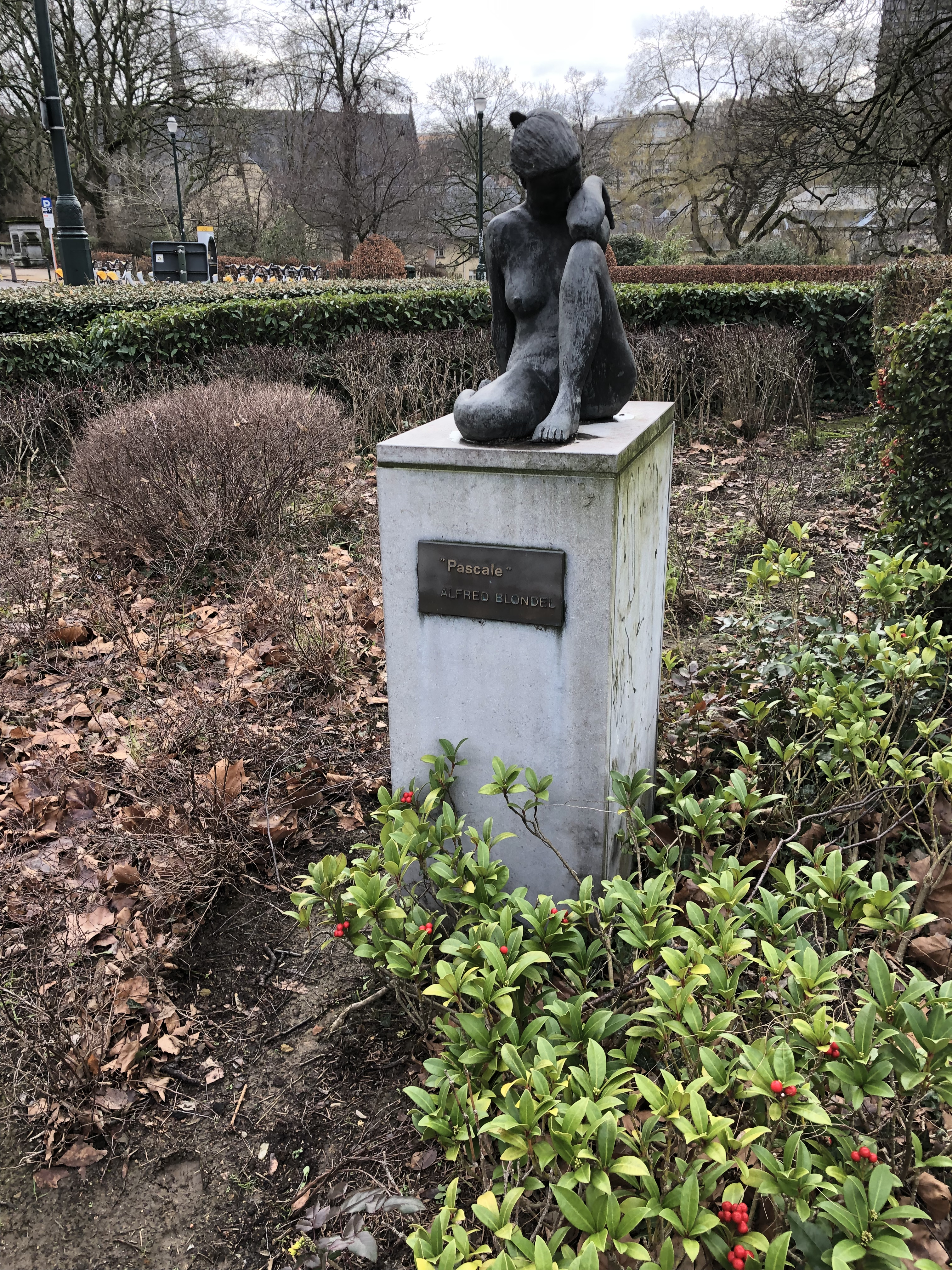
Pascale, œuvre de Alfred Blondel

## Voir aussi

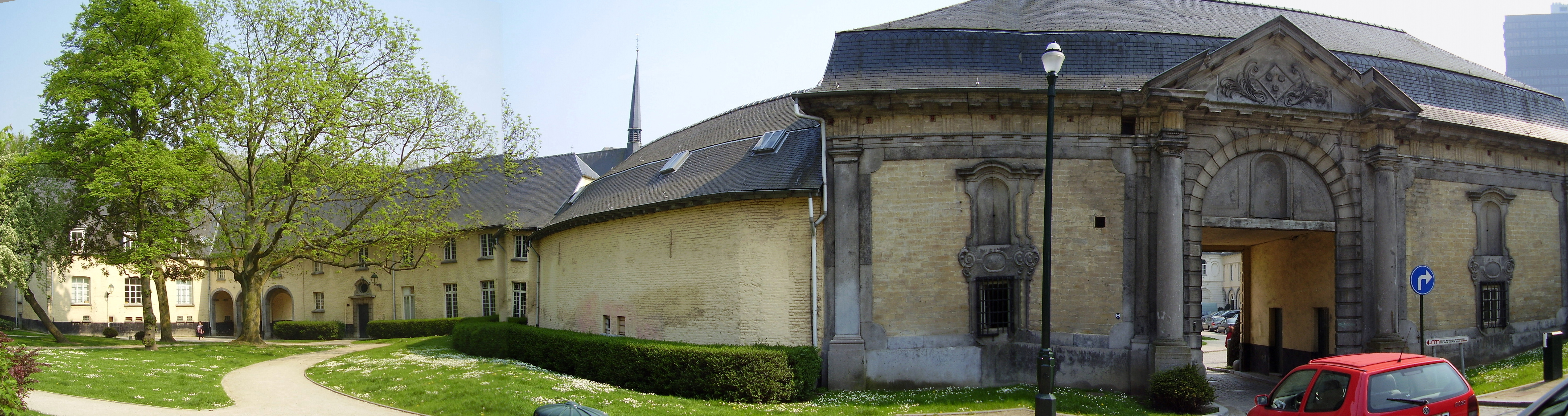
Vue panoramique de l'entrée de l'abbaye de la Cambre depuis le square de la Croix-Rouge